# SMS Deutschland (1904)
«Дойчланд» (SMS Deutschland) — головной в серии из пяти броненосцев Военно-морских сил Германии.
«Дойчланд» («Германия») заложен 20 ноября 1904 на верфи Germaniawerft в Киле. Корабль был спущен на воду 3 августа 1906 г. До 1913 года броненосец служил флагманом. С началом Первой мировой войны «Дойчланд» и его систершипы защищали устье Эльбы от возможного британского вторжения, в то время как шла мобилизация остальной части флота. «Дойчланд» и четыре других броненосца этого типа были присоединены к Флоту Открытого моря как 2-е подразделение[проверить перевод] флота. Это подразделение участвовало в большинстве крупномасштабных боевых действий в первые два года войны, в том числе в Ютландском сражении 31 мая — 1 июня 1916 года. В первый день сражения, перед отступлением, «Дойчланд» и другие броненосцы столкнулись с несколькими британскими линейными крейсерами, которыми командовал Дэвид Битти. .
После сражения «Дойчланд» и три однотипных броненосца назначили для береговой обороны. К 1917 они были сняты с вооружения и выполняли вспомогательные функции. До конца войны «Дойчланд» использовался в качестве судна-блокшива в Вильгельмсхафене. «Дойчланд» был исключен из военно-морского регистра 25 января 1920 г., продан в том же году для разделки на металл и полностью разобран к 1922. Его гюйс был сохранен в Eckernförde, школе подводников, колокол корабля демонстрируется в Мавзолее принца Генриха в поместье Хеммельмарк.